# Jenő Pap
Jenő Pap (* 15. Dezember 1951 in Budapest) ist ein ehemaliger ungarischer Fechter.

## Erfolge
Jenő Pap wurde zunächst 1978 in Hamburg mit der Degen-Mannschaft Weltmeister und gewann 1982 in Rom auch im Einzel den Titel. Für diesen Erfolg wurde er 1982 zu Ungarns Sportler des Jahres gewählt. 1974 in Grenoble und 1982 in Rom sicherte er sich zudem mit der Mannschaft die Bronzemedaille. Bei den Olympischen Spielen 1980 in Moskau belegte er mit der Florett-Equipe den sechsten Rang, während er mit der Degen-Mannschaft Achter wurde. 1977 wurde Pap ungarischer Meister im Degen-Einzel. Im Mannschaftswettbewerb gewann er siebenmal den Titel mit dem Degen und einmal mit dem Florett.